# たかじんnoどォ!
『たかじんnoどォ!』（たかじんのどぉ）は、読売テレビで1997年4月5日から1998年3月28日まで放送されていたバラエティ番組である。1992年から1996年まで同時間帯で放送されていた『たかじんnoばぁ〜』の後継番組。制作局の読売テレビでは毎週土曜日 24時25分 - 25時25分（JST）に放送。日本テレビでは『たかじんnoばぁ〜』と同じ土曜日深夜2時台に放送された。

## 概要
やしきたかじんとトミーズ雅は『ばぁー』時代と同じであるが、本番組ではセット内にバー「DO! BAR」も存在したが番組制作会社という設定がメインで、たかじんは専務、雅は専務補佐という設定であった。会議室をモチーフとしたセットに出演者が座ってフリートークを繰り広げたり、ミニコントを披露したりする番組のスタイルは、基本的には『ばぁー』と同様であった。またレギュラー・ゲスト出演者には年齢や芸能界での地位に応じた肩書きが付けられ、一スタッフに扮して出演しトークに参加する独特のスタイルを採っていた。

## 出演者
- やしきたかじん…専務
- トミーズ雅…専務補佐
- 金崎公三…（会議室の隣の「DO! BAR」のバーテンダー）
- 蛭子能収…チーフプロデューサー（初期レギュラー）
- 阿藤快…チーフプロデューサー
- 中野英雄…プロデューサー（レギュラー）
- 出川哲朗…ディレクター（レギュラー）
- 江頭2:50…ディレクター
- 上島竜兵…アシスタントディレクター
- ほか

※女性ゲストには通常、演出スタッフとしてではなくタイムキーパーなどの肩書きの配役が与えられた。

## エピソード
- 『たかじんnoばぁ〜』の復活版としてスタートした本番組であったが、かつての勢いは鳴りを潜めており、視聴率もそれなりに獲得してはいたものの驚異的な数値とまでは行かなかった。
- 第1回放送で、隠しゲストに麻生祐未を用意していたのだが、たかじん本人はそれとも知らず、「麻生祐未は内田裕也にボコボコにやられた女やろ」と暴言を吐いてしまい、麻生が登場するや否やたかじんは凍り付いてしまった。麻生はたかじんと食事をし、大阪に宿泊する予定だったが、怒りのあまりに収録が終わると即座に東京に帰ってしまった。
- 第2回放送では、たかじんや雅の陰謀で、出演者全員が出川哲朗を取り押さえ、服を脱がされると江頭2:50にお尻を奪われるという人生の汚点を味わった（あまりに過激なため、画面が暗転し「放送不可能」とのテロップが表示され、出川の断末魔に近い絶叫だけが聞こえた）。さすがのたかじんも「まともに入っとるで。こんなエグイのは二度とないやろな、『たかじんnoばぁ〜』よりはるかにエグイで」と漏らした。あまりの酷さに、後日たかじんはよみうりテレビの社長に呼び出され厳重注意を受けたと言う。晩年は、たかじんが出川のことを「パッケージのひもみたいなタレント」と言い放っており、『たかじんONEMAN』で一度共演した以外は断絶状態になっている。
- 最終回直前に、番組のシーンごとの瞬間ベスト・ワースト視聴率を発表する企画が放送された。この中で「最も急激に瞬間視聴率が下がったシーン」として、コントの中で繰り広げられた出川と江頭のホモシーンがワースト1に輝いた。このシーンで、直前まで11.6%あった視聴率が1分間で4.6%と、7%も急落していたことが判明。番組スタッフ一同は、たかじんに「この番組が終わるのはお前らのせいじゃ!」と怒鳴られていた。
- 本番組の終了後まもなく、毎日放送で『たかじんONE MAN』が開始され、本番組からの類似企画を同番組で行っていた。
- 本番組終了から約10年後の2008年に『たかじんTV非常事態宣言』が開始され、本番組以来のたかじんの深夜番組となったがスポーツ紙が報じた情報では「『たかじんnoばぁ〜』以来の深夜番組」と紹介され、本番組について記述が一切なされなかった。
- たかじんが2014年1月3日に死去したことから読売テレビでは同年1月25日に『たかじん追悼スペシャル そこまで逝って委員会』が放送され、『委員会』や『たかじんnoばぁ〜』と共に本番組からの映像も一部使われた（途中退席させられた出川がたかじんに物申そうとして研に制止されたが、結局酔ったたかじんがワインが入ったグラスごと出川に投げつけてしまうシーンなど）。

## スタッフ
- 企画 - TVフューチャー
- 制作 - 岩渕輝義（YTV）
- ディレクター - 端山竜二・松山源一・中西享（ビデオワーク）、砂野信
- 構成 - 博多ヒト志、小林仁、鹿島我、藤田智信
- SE - 青地瑛久（サウンドエフェクト）
- 美術 - 伊藤大樹（YTV）
- 協力 - グリーン・アート、高津商会、A・I・C、東京衣裳、教映社、アップルコンピュータ、アサヒビール
- 制作協力 - P.I.S
- プロデューサー - 松尾洋一（ビデオワーク）
- チーフプロデューサー - 山西敏之（YTV）、相原康司（ビデオワーク）
- 制作 - ビデオワーク
- 制作著作 - よみうりテレビ

| 読売テレビ 土曜日24時25分枠                            | 読売テレビ 土曜日24時25分枠 | 読売テレビ 土曜日24時25分枠 |
| 前番組                                                 | 番組名                      | 次番組                      |
| ------------------------------------------------------ | --------------------------- | --------------------------- |
| 中居くん温泉 ※『中居くん温泉's』と題して日曜昼枠へ移動 | たかじんnoどォ!             | DO-YA                       |